# Cumbres de Acultzingo
Las Cumbres de Acultzingo es un sistema montañoso perteneciente al municipio de Acultzingo, en el estado de Veracruz. Ha sido desde la época colonial la zona más accidentada del camino entre la Ciudad de México y el Puerto de Veracruz.
Esta zona montañosa es parte de la Sierra Madre Oriental y se localiza exactamente al sur del Pico de Orizaba. Todo el sistema montañoso es interrumpindo por el Cañón del río Blanco, formado por esta corriente y que atraviesa el municipio.

## Orografía
Encontramos principalmente cuarzo, mica, biotita y moscovita. Magnetita, fluorapatita, rutilo, clorita y caolinita. Las más usuales aquí son las rocas metamórficas, formadas a partir de un basamento plutónico-metamórfico de la edad precámbrica, compuesto en su mayor parte por metamórficas de grano grueso (gneis y migmatitas), interrumpido por grandes manifestaciones graníticas (batolitos).

## Sismicidad
La sismicidad de la región es frecuente y de intensidad baja, y un silencio sísmico de terremotos medios a graves cada 30 años en áreas aleatorias.

## Clima
El clima de la región es húmedo. Las temperaturas máximas anuales se ubican entre los 15 °C y 27 °C, muy raramente superando los 30 °C, y las mínimas, oscilan entre los -1 °C y -10 °C, dependiendo de la magnitud de las olas polares. Las heladas ocurren desde finales de noviembre hasta finales de enero. Igual que el clima en cualquier región de alta montaña, las condiciones climáticas pueden cambiar bruscamente en cuestión de minutos.

## Hidrografía
Las precipitaciones promedian los 1500 mm. En época estival son en forma de lluvia. La neblina es común todo el año debido a los vientos húmedos del este.
Una intrincada red de arroyos, estanques, lagunas y vertientes, le dan a esta región, la característica de funcionar como una «esponja» que absorbe y mantiene la humedad a lo largo del año, proveyendo en forma dosificada y permanente, el líquido elemento a la mayoría de las fuentes de agua de las que se abastece gran parte de la población del municipio. Es un área natural de captación de precipitaciones, que nuclea varias «cabeceras de cuenca».

## Flora
Bosque de pináceas como pino colorado, ayacahuite, encino, oyamel, cedro y fresno.

## Fauna
Conejos, mapaches, zorrillos, tejones, tuzas, aves y reptiles.